# Juri Ter-Ossipow
Juri Grigorjewitsch Ter-Ossipow (russisch Юрий Григорьевич Тер-Осипов, wiss. Transliteration Jurij Grigor'evič Ter-Osipov; geboren am 4. November 1933 in Gəncə, später Kirowabad, Aserbaidschanische SSR; gestorben am 16. November 1986 in Moskau) war ein sowjetischer Komponist armenischer Abstammung, der einen großen Teil seines Lebens im tadschikischen Duschanbe verbrachte.

## Leben
Ter-Ossipow studierte an der Hacıbəyov Musikakademie Baku Komposition bei Kara Karajew und Boris Seidman.
Noch im Jahr des Studienabschlusses 1958 übersiedelte er nach Tadschikistan. Im damaligen Stalinabad, der Hauptstadt Duschanbe, unterrichtete er zunächst an einer Musikschule, dann ab 1968 am Staatlichen Institut der Künste der Tadschikischen SSR, aus dem später das Nationalkonservatorium Tadschikistans hervorging. In den Jahren dort nahm er „eine zentrale Rolle des Musiklebens in Duschanbe“ ein und prägte als Hochschullehrer eine ganze Generation von jungen sowjetischen und tadschikischen Studierenden im Fach Komposition, darunter Asam Salijew (1941–2013), Sarrina Mirschakar und Tolib Schahidij.
Aus gesundheitlichen Gründen reiste er 1974 nach Moskau zu seinem Bruder, erlangte dort mithilfe von Freunden eine Aufenthaltserlaubnis und arbeitete ab 1975 als Redakteur im Verlag Sowjetski Kompositor. Obwohl er zu diesem Zeitpunkt bereits ein stattliches Œuvre geschaffen hatte, darunter Sinfonien und Ballette, wurden seine Werke kaum aufgeführt, weil er in den offiziellen Kreisen des Sowjetischen Komponistenverbands nicht anerkannt war. Erstmals 1980 wurden seine Kompositionen einem größeren Publikum beim Festival Moskauer Herbst vorgestellt.
Er starb Mitte November 1986 im Alter von 53 Jahren.

## Schaffen
Ter-Ossipow komponierte für verschiedene Genres. Sein Werk umfasst 11 Sinfonien, zahlreiche Instrumentalkonzerte für Flöte, Violine, Violoncello und Orchester, ein Poem für Orgel, Ballette für Kinder und choreografische Miniaturen sowie Kammer-, Klavier- und Vokalmusik nach Texten u. a. von Silwa Kaputikjan und Anna Achmatowa. Im Bereich der ernsten Musik wurde seine Kompositionen erst ab den 1980er Jahren wahrgenommen, von der Kritik besprochen und als interessant eingestuft.
Stark beeinflusst wurde Ter-Ossipow von seinem Lehrer Kara Karajew, vor allem von dessen 3. Sinfonie (1964). Dieses Werk wirkte in seiner Authentizität auf Komponierende der zentralasiatischen, kolonialen Republiken wie eine Befreiung von der Pflicht, weiterhin ausschließlich Vorbilder wie u. a. Chatschaturjan nachahmen zu müssen.
Stilistisch verbindet Ter-Ossipow die Musiksprache der gemäßigten Moderne mit archaischen Einflüssen. Seine Musik verarbeitet auch Elemente aus der traditionellen armenischen Musik, speziell aus den Scharakan-Gesängen, und ordnet sich der sowjetischen Neoromantik der 1970er und 1980er Jahre zu. Die Musikologin Alla Grigorjewa beschrieb die Gegensätze in Ter-Ossipows Stil so: „tiefe Meditation, explosive Dramatik und eine fast kindliche Direktheit des Ausdrucks“.
Von seinen elf Sinfonien im Zeitraum von 1958 bis 1985 kamen nur die letzten beiden zur Uraufführung. Sein Vermächtnis war die 11. Sinfonie Dialoge (1985) für Mezzosopran, Orgel, Violine, Schlagzeug und Streichorchester. Ter-Ossipow versah die Partitur mit einem Epigraph, in dem es u. a. heißt: „Das Gesetz dieser Welt muss der Dialog sein – der Dialog der Brüderlichkeit und der Liebe.“ Ter-Ossipows Werk geriet bald in Vergessenheit. Posthum entstanden nur wenige Aufnahmen, so 2010 mit den Moskauer Philharmonikern unter Dmitri Kitajenko.
Daneben betätigte sich Ter-Ossipow im Unterhaltungsbereich. Er komponierte zeitlebens auch Estraden-Musik, Romanzen, Lieder, Chansons, populäre Songs sowie Musik fürs Fernsehen und Kinomusik für rund zehn sowjetische Filme im Zeitraum von 1959 bis 1984, u. a. von Ali Chamrajew und Tachir Sabirow.
Tolib Schahidij widmete seinem Lehrer Ter-Ossipow die Komposition Letter to a Friend.

## Anmerkung
1. ↑  Andere Quellen nennen den 16. Februar 1986 als Sterbedatum.